# Yokoyama Yuji
Yuji Yokoyama (sinh ngày 6 tháng 7 năm 1969) là một cầu thủ bóng đá người Nhật Bản.

## Sự nghiệp câu lạc bộ
Yuji Yokoyama đã từng chơi cho Kashiwa Reysol, Avispa Fukuoka và Omiya Ardija.